# 陸軍騎兵学校
陸軍騎兵学校（りくぐんきへいがっこう）は、大日本帝国陸軍の騎兵術に関する教育を行う唯一の実施学校である。1888年（明治21年）に陸軍乗馬学校として設立され、1898年（明治31年）に  陸軍騎兵実施学校と改称し、さらに1917年（大正6年）、陸軍騎兵学校と改称した。
日本で最初に車両研究を行ったのは陸軍自動車学校であるが、日本で初めて装甲車や水陸両用車･軽戦車などの車両の試験や機甲部隊に関する本格的な教育が実施したのは陸軍騎兵学校が最初であり、騎兵学校内には、後の機甲部隊の教育や研究の中心を担うこととなる陸軍戦車学校が組織されている。そして1941年（昭和16年）に機甲本部が設置されると陸軍歩兵学校で行われてきた研究成果も「陸軍戦車学校」に統合され、日本における戦車をはじめとする機甲教育の土台が出来上がった。

習志野原移転後の1917年頃の写真、陸軍騎兵學校の正門

## 概要
本校は日本全国の陸軍の各連隊から選抜された甲･乙種の尉官級の将校学生の為の実施学校として設置。通称は騎兵学校（きへいがっこう）又は習志野騎兵学校（ならしのきへいがっこう）で、「騎兵の町･習志野」を象徴する存在の一つだった。騎兵監管轄下に置かれ、1941年（昭和16年）に騎兵監が廃止されると陸軍機甲本部長の隷下におかれた。
陸軍士官学校と同様、卒業式や終業式には必ず天皇や皇族、陸軍首脳部が臨席して行われるなど日露戦争後、特に重要視される存在となった。大正以降は、馬術教育が盛んに行われ、多くのオリンピックの馬術競技の代表選手を世に送り出した。なお、馬術や乗馬に親しみを持つ皇族、その他の将官なども私的興味から練習風景や馬術大会を見学に度々訪れるなど親しまれる存在で、学校行事として行われる馬術大会や御前馬術の際は東京などから馬術部の学生や見物客が詰め掛けるなど、陸軍の中でも人気が高く、騎兵学校の教官や学生の中には、習志野錬兵場での演習がない際に、学生や一般人に対し馬術を披露したり、馬術指導をするなど交流を深める者も少なくなかったという。日露戦争での騎兵連隊の活躍から外国人将校も騎兵学校の視察に訪れた。
日本の近代馬術は、もっぱら西洋馬術を主に、大日本帝国陸軍において導入し発達したという経緯があった。そのため、用語の多くは、軍隊用語の流れを汲むものとなっているほか、陸軍騎兵学校が日本で唯一の馬術学校だったことから、多くのオリンピック選手を輩出した。このため、日本馬術連盟の公式大会が習志野原（陸軍習志野練兵場）で開催されるなど騎兵学校と習志野原は馬術のメッカとしても栄えた。このような背景から現在の日本の馬術文化は騎兵学校を起源としている。

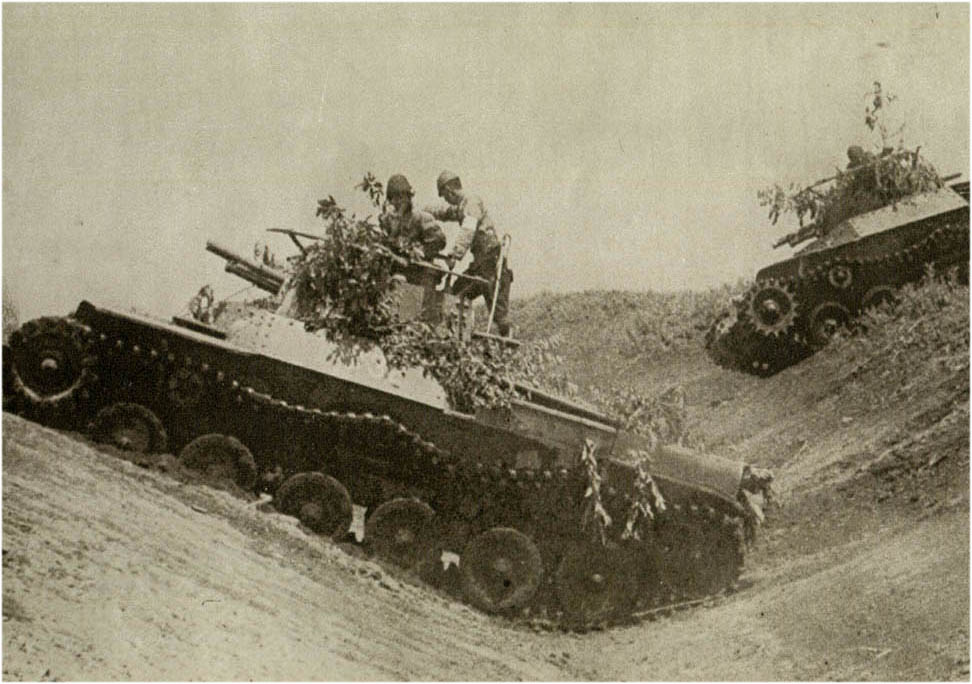
習志野原における戦車の搭乗訓練の様子

しかし、第一次世界大戦で、戦車や航空機、機関銃などの近代兵器が登場すると、騎兵無用論･騎兵廃止論が議論されるようになり、論争の末、吉橋徳三郎陸軍少将が割腹自殺を図るなどして社会問題化するなど騎兵科は危機に立たされた。この時、蓮沼蕃、山田乙三、栗林忠道などの中堅の騎兵科出身者中心に、これまでの馬に乗って戦う戦法から戦車（機甲部隊）を主力とする騎兵科近代化案を提唱し、それまで、輜重兵科の陸軍自動車学校自動車隊で研究されていた戦車などの車両（機甲）研究を陸軍騎兵学校内に移し（但し、丁度、同時期に陸軍歩兵学校内にも陸軍自動車学校から、同じように機甲研究が移され、歩兵学校内でも主に歩兵を主力とする歩兵支援を主な目的とした戦車研究が行われるようになった）、戦車や装甲車などの車両の具体的な運用や戦法などの活用方法を目的とした機甲部隊の研究と教育活動を活発化させた。
そして、昭和9年を境に近代化に対応するため機械化が導入され、日中戦争（支那事変）後は、馬術学生の募集は停止され、機甲教育機関へと移行。騎兵学校内に後の陸軍戦車学校の前身となる戦車第2連隊の練習部（教育･研究担当）と下士官候補者隊が組織され、1936年（昭和11年）8月には騎兵学校内に陸軍戦車学校の名称で戦車教育を主とする教育機関が設置された（同年12月1日に千葉県千葉市黒砂町に移転している）。
そして、昭和16年には機甲本部が創設され実質的に騎兵は無くなり、「陸軍騎兵学校」は正式に「陸軍軽機甲学校」に改められた。
大東亜戦争（太平洋戦争）中には、陸軍軽機甲学校の研究主題は島嶼防御におかれ、本土防衛の戦術的中心となった。そのため、昭和18年にまず、教導隊が1か月にわたり房総半島の南端で防御戦闘の研究を行い、翌年の昭和19年に「島嶼防御の参考」を作って普及教育を実施している。
なお、学校の軍馬は昭和16年の628頭をピークに学校全体が動員され、昭和19年に20頭、翌年の終戦時には10頭を残すのみだった。
1945年（昭和20年）、終戦のわずか4日前に本校は兵庫県加東郡小野町青野ヶ原の戦車第19連隊跡地に移転。長年所在した関東地方を遠く離れて、終戦を迎えることになった。

## 教育区分
- 甲種学生(戦術学生)…（対象階級は、大尉又は中尉）
  - 1898年（明治31年）設置。日中戦争の勃発に伴いより停止されたが、昭和16年（1941年）に復活、機甲兵団の戦術教育を開始。
- 乙種学生(馬術学生)…（対象階級は、大尉又は中尉）
  - 1898年（明治31年）設置。日中戦争の勃発に伴いより停止。
- 丙種学生…（対象階級は、中尉・少尉）
  - 1923年（大正12年）設置。通信又は射撃を修得。

## 所在地
1891年（明治24年）から1916年まで
- 東京府荏原郡目黒村上目黒字駒場町（現・東京都目黒区駒場および世田谷区代沢）

1916年から1945年8月10日まで
- 千葉県千葉郡二宮町薬円台（現・船橋市薬円台3-20-1）

現在の陸上自衛隊習志野駐屯地・航空自衛隊習志野分屯基地
京成松戸線（旧・新京成電鉄）習志野駅から徒歩10分
JR総武線津田沼駅北口3番乗り場から京成バス津田沼線で「習志野駐屯地」下車すぐ
1945年8月11日から終戦まで
- 兵庫県加東郡小野町（現・小野市桜台1）

現在の陸上自衛隊青野原演習場・青野原駐屯地
JR加古川線社町駅、青野ケ原駅、河合西駅または粟生駅からタクシー
神戸電鉄粟生線粟生駅からタクシー
神戸三宮から神姫バス西脇急行線で「小野本町一丁目」下車タクシー乗り換え
大阪駅から中国ハイウェイバスで「滝野社インター」下車タクシー乗り換え

## 学校の沿革
- 1888年（明治21年）： 東京市麹町区元衛町陸軍乗馬学校として設立。
- 1891年（明治24年）： 東京府荏原郡目黒村（現・東京都目黒区）に移営。
- 1898年（明治31年）： 陸軍騎兵実施学校と改称。
- 1907年（明治40年）：『騎兵甲聯隊機關銃特業教育教令』が制定され、 機関銃教育を実施。
- 1916年（大正5年）12月20日： 習志野原（千葉県千葉郡二宮村薬園台）に移転[2][注釈 1]。
- 1917年（大正6年）
  - 9月13日： 陸軍騎兵学校と改称。
  - 　　　　：教導中隊は、2コ中隊の教導隊に拡張。
- 1918年（大正7年）：教導隊に機関銃8挺を交付。

- 1919年（大正8年）
  - 4月10日：教導隊に機関銃中隊を増設し、3コ中隊に改編。乗馬機関銃教育を開始。
  - 　　　   ：騎兵旅団に機関銃隊設置。
- 1920年（大正9年）：騎兵の機械化に関する研究（騎兵用軽機関銃搭載の三輪自動車）の開始。フランス製ルノー戦車を交付。
- 1929年（昭和4年）：騎兵随伴軽戦車の研究開始。89式軽戦車交付。
- 1930年（昭和5年）：騎兵随伴装甲自動車の研究開始。陸軍技術本部が試作した92式重装甲車交付。
- 1931年（昭和6年）
  - 　　　   ：師団捜索隊の研究を開始。
  - 　　　   ：満州駐箚の騎兵第2連隊に臨時機関銃小隊を偏合して派遣したが、直後の満州事変で重火器の効用が認められた。
  - 　  　　 ：騎兵操典改定。下馬徒歩戦の地上戦闘に適合戦術容認。
  - 9月18日：騎兵第1.第4旅団の満州事変出動に祭し、騎兵学校で装甲自動車装備の自動車班を派遣し実戦参加。
- 1933年（昭和8年）4月21日 ：研究部を新設。教導隊に無線電信教習隊を新設し通信教育を開始。
- ：軽機関銃が全騎兵連隊に配当完了。
- 1934年（昭和9年）
  - 　　　　：騎兵科装甲自動車隊要員の教育開始。
  - 　　　　：騎兵第1旅団が満州常駐部隊となり留守隊を招致･廃止。
- 1935年（昭和10年）
  - 　　　　 ：騎砲兵大隊（国府台）を野戦重砲兵第3旅団（国府台）より騎兵第2旅団に編入[注釈 2]。
  - 9月 　 　：騎兵第3旅団（盛岡）･騎兵第４旅団（豊橋）が満州常駐部隊となり留守隊を廃止。
  - 5月25日 ：教導隊に装甲自動車隊を設置。
  - 12月　　：『軽装甲車訓練所』を、近衛.在鮮を含む（除く・戦車連隊を編合する）常設師団に新設[注釈 3]。

- 1936年（昭和11年）
  - 　　　  ：軍制改変に基づき、騎兵第2旅団の騎砲兵大隊を騎砲兵連隊に改編。習志野に新兵営が完成し移転。
  - 　　　　：騎兵連隊に機関銃中隊を設置。他・装備一新。
  - 3月中旬 ：各常設師団の『軽装甲車訓練所』内での自動車操縦教習を開始[注釈 4][注釈 5][注釈 6]。
  - 7月24日：教導隊の無線教習隊を通信隊に、装甲自動車隊を装甲車隊に改称。教導隊速射砲隊を増設。材料廠を新設。
  - 8月1日  ：校内に陸軍戦車学校（のち千葉陸軍戦車学校）が発足。
  - 12月1日：陸軍戦車学校が千葉県千葉市穴川に移転。
- 1937年（昭和12年）
  - 　　 　  　：学校教導隊の装甲車隊を戦車隊に改編。
  - 9月 　　　：国軍初となる師団捜索隊を持つ歩兵第26師団が新設される[注釈 7][3]。
- 1938年（昭和13年）
  - 　　 　　：騎兵科甲種幹部候補生の教育を開始。
  - 　　 　　：騎兵中隊長要員、戦車中隊長要員、戦車隊要員（将校･下士官）、通信隊要員（将校･下士官）、機関銃隊要員（将校）を臨時教育学生として教育開始。
- 1939年（昭和14年）
  - 　　 　　：教導隊に甲種幹部候補生隊、下士官候補生隊を増設。
  - 　　　 　：幹部候補生隊を乗馬中隊1コ、軽戦車中隊1コ、中戦車中隊1コに拡充。
  - 10月　　 ：騎兵第1･第2旅団を馬匹廃止･完全自動車編成化。更に同編制同装備の騎兵第71･第72連隊を新設。在満の騎兵第1･第4旅団を増強･3単位編成化。
  - 12月16日：騎砲兵第2連隊を自動車化。
- 1940年（昭和15年）
  - 　　　　：教導隊の下士官候補生隊を2コ中隊に増強。
  - 　　　　：乗馬2コ中隊を乗馬1コ中隊と自動車隊1コに、機関銃隊を装甲車隊に改編。
  - 　　　　：乗馬斥候に代わる自動二輪車による偵察行動（編制･装備･戦闘法）の研究･訓練を開始[注釈 8][注釈 9]。
  - 6月16日 ：『改定陸軍平時編成』により、常設師団の既存騎兵連隊の捜索連隊への改編を開始[注釈 10][注釈 11][注釈 12]。
  - 9月15日：『兵科廃止』。機甲兵種となる[注釈 13][注釈 14][注釈 15][注釈 16]。
- 1941年（昭和16年） 
  - 4月10日： 陸軍機甲本部新設により隷下へ編入[注釈 17]。
  - 　　　　： 陸軍騎兵学校は軽機甲、千葉陸軍戦車学校は中･重戦車、 公主嶺陸軍戦車学校は総合機甲に教育を分担。
  - 　　　　： 陸軍軽機甲学校に改称
- 1942年（昭和17年）：教導隊の中隊は馬匹全廃し乗車中隊に改編。校馬は学校本部.騎兵幹部候補生教育のため幹部候補生隊に一部残置した他は 陸軍士官学校に移管。
- 1944年（昭和19年）7月6日：学校に動員下令[4]。教導隊を 戦車第29連隊（佐伯静夫大佐：陸士28期）に改編。同校は研究･調査任務を解除、幹部候補生教育機関に改編
- 1945年（昭和20年） - 
  - 7月　　：本土決戦要員教育のため教導隊（2コ中隊編制）を再設置。
  - 8月11日：兵庫県青野ヶ原（現・小野市河合西町付近）の旧.戦車第19連隊兵営に移転。
  - 8月15日：終戦を迎え『大東亞戰爭終結ノ詔書』を拝。
  - 8月16日：停戦。
  - 8月25日：復員下令。
  - 8月31日：復員完結。

## 習志野への移転の背景
騎兵実施学校は、周辺住民の請願により誘致されたといわれている。薬園台や大和田は、江戸時代には、成田街道の宿場として栄えたが、鉄道建設に伴い参拝客が減少、以後習志野原の野営地との商売に頼っていたが、後に大久保に移転し閉鎖されたため、付近の住民が軍隊に請願して移転することになったという話がある。

ちなみに、移転を記念して薬園台の仲三好屋という商人が桜並木を騎兵学校（現陸上自衛隊習志野駐屯地）敷地内に寄贈しており、桜並木寄付記念碑というものが現在でも同駐屯地内に建っている。また、松林や桜の木も当時のままに残されている。移転時に移築された御馬見所は現在空挺館と名称を変え残されている。空挺館では快速部隊として活躍した騎兵科の装備や活躍を紹介した展示品や、大戦後の習志野駐屯地を本営とする陸上自衛隊第1空挺団の起源でもある帝國陸軍空挺部隊（義烈空挺隊）の装備や歴史を紹介するブースが設けられている。

## 停戦時の学校組織
- 本部
- 研究部：騎兵･機甲捜索部隊に関する学術の調査研究を行い、且つ兵器、その他資材の研究試験。
- 教育部：騎兵･機甲捜索部隊に要する学術を各隊に普及を行う。
- 教導隊：騎兵･機甲捜索部隊に要する学術を修得する。
  - 幹部候補生隊（甲種幹部候補生教育：第1中隊）
  - 下士官候補者隊（下士官候補者教育：第2中隊）
- 材料廠

校長・秋山久三少将以下1,012名、馬匹10頭。停戦に伴い秋山少将以下120名は復員官として残務整理を開始。

## 跡地・遺構等

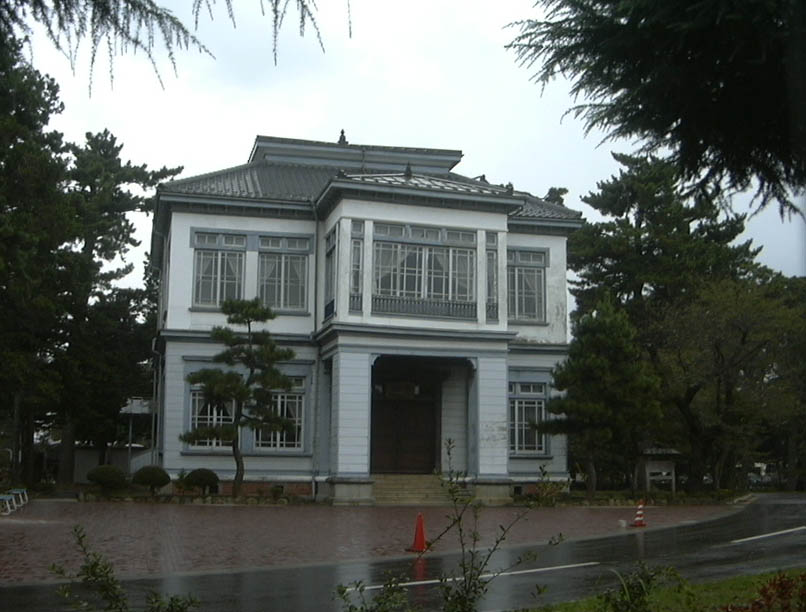
空挺館(旧御馬見所)

跡地は習志野・青野ヶ原共に占領軍使用を経て、保安隊→自衛隊に引き継がれた。習志野は陸上自衛隊習志野駐屯地・航空自衛隊習志野分屯基地、青野ヶ原は陸上自衛隊青野原演習場・青野原駐屯地となった。
兵器類は進駐してきたアメリカ陸軍第1騎兵師団に引き渡し、被服･糧秣･需品類は青野ヶ原の地元兵庫県加東郡小野町（現・小野市）の大阪第二陸軍病院（現・国立病院機構兵庫あおの病院）へ、衛生材料は兵庫県加古川市の加古川第二陸軍病院（現・はくほう会加古川病院）に引き継いだ。
習志野駐屯地には、騎兵学校当時の兵舎などがまだ多く残されているが、整備のため、新築の建物があいついで建てられており、保存が危ぶまれている（正門に向かって、成田街道沿いのスレート屋根の古い建物は、1941年（昭和16年）に戦車格納庫として急造された建物である）。

## 学校の主な行事
- 騎兵学校馬術大会
  - 各連隊で行われる軍旗祭と同じで、騎兵学校では年に一回馬術の競技大会が行われ、技術が競われた。
- 御前馬術大会
  - 天皇が臨席の下に行われる馬術大会で、優勝者には天皇自ら記念品が下賜された。

補足
行事の祭には、来賓の送迎を鉄道連隊が津田沼駅から騎兵学校まで行った。

## 人物

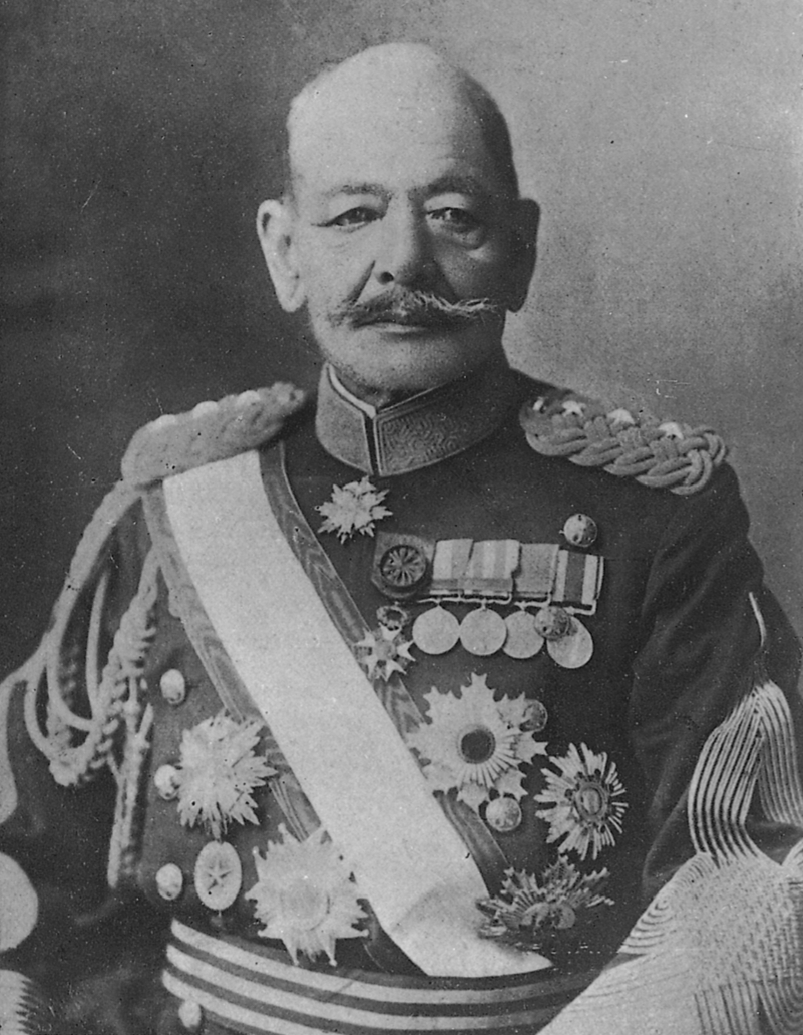
日露戦争でロシア帝国のコサック騎兵を破ったことで著名な秋山好古校長

### 歴代校長
- 初代 平佐是純 中佐：1888年3月24日 - 　1896年8月8日（死去）[5]
- 第2代 秋山好古 騎兵中佐（旧3期）：1896年8月15日 - 1900年7月10日[6]（＊ 1897年10月11日 大佐　＊ 1899年10月28日　兼　陸軍獣医学校長）
- 第3代 渋谷在明 騎兵大佐（旧2期）：1901年2月23日 - 1901年11月3日
- 第4代 河野政次郎 騎兵中佐：1901年11月3日 - 1906年2月23日
- 第5代 豊辺新作 騎兵大佐（旧5期）：1906年2月23日 - 1908年4月24日[7]
- 第6代 吉田平太郎 騎兵大佐：1908年4月29日 - 1909年9月15日
- 第7代 秋山房次郎 騎兵大佐：1909年9月15日 - 1912年6月2日死去
- 第8代 森岡守成 騎兵大佐（陸士2期）：1912年6月8日 - 1913年8月22日
- 第9代 吉橋徳三郎 騎兵大佐（陸士2期）：1913年8月22日 - 1916年5月2日
- 第10代 鈴木荘六 少将（陸士1期）：1916年5月2日 - 1917年8月6日
- 第11代 植野徳太郎 少将（陸士3期）：1917年8月6日 - 1918年7月24日[8]
- 第12代 大島又彦 少将（陸士3期）：1918年7月24日[8] - 1921年7月20日[9]
- 第13代 田村守衛 少将（陸士5期）：1921年7月20日[9] - 1922年2月8日[10]
- 第14代 南次郎 少将（陸士6期）：1922年2月8日 - 1923年10月10日[11]
- 第15代 三好一 少将（陸士8期）：1923年10月10日 - 1926年3月2日[12]
- 第16代 森寿 少将（陸士11期）：1926年3月2日 - 1928年3月8日[12]
- 第17代 梅崎延太郎 少将（陸士12期）：1928年3月8日 - 1929年8月1日[13]
- 第18代 柳川平助 少将（陸士12期）：1929年8月1日 - 1930年12月22日[14]
- 第19代 市瀬源助 少将（陸士13期）：1930年12月22日 - 1932年4月11日[15]
- 第20代 宇佐美興屋 少将（陸士14期）：1932年4月11日 - 1933年3月18日[16]
- 第21代 原常成 少将（陸士15期）：1933年3月18日 - 1934年8月1日[17]
- 第22代 飯田貞固 少将（陸士　期）：1934年8月1日 - 1935年12月2日[18]
- 第23代 稲葉四郎 少将（陸士18期）：1935年12月2日 - 1937年8月2日[19]
- 第24代 石田保秀 少将（陸士　期）：1937年8月2日 - 1939年9月12日[20]
- 第25代 大賀茂 少将（陸士21期）：1939年9月12日 - 1940年12月2日[21]（＊1939年10月2日 中将）
- 第26代 西原一策 少将（陸士　期）：1940年12月2日 - 1941年10月1日[22]
- 第27代 佐久間亮三 少将（陸士27期）：1941年12月1日 - 1944年7月28日[23]
- 第28代 秋山久三 大佐（陸士25期）：1944年12月22日 - 終戦[24]（＊1945年6月10日 少将）

### 歴代幹事
- 稲葉四郎 大佐（陸士18期）：1933年8月1日 - 1935年3月15日（1934年3月5日 少将）
- 久納誠一 少将（陸士18期）： 1935年3月15日 - 1935年12月2日
- 吉田悳 少将（陸士20期）：1936年8月1日 - 1937年8月1日
- 大賀茂 少将（陸士21期）：1937年8月2日 - 1938年3月1日
- 佐久間為人 少将（陸士22期）：1939年3月9日 - 1940年12月2日
- 佐久間亮三 大佐（陸士27期）：1940年12月2日 - 1941年12月1日（1940年8月25日 少将）

### 研究部
- 主事：黒田芳夫 少佐： - 1944年5月19日
- 主事：平 忠生 少佐：1944年5月19日  -

### 教育部長
- 小坂平 中佐（陸士10期）：1918年6月15日 - 1921年6月28日（1919年4月15日 大佐）
- 石川亀彦 大佐（陸士12期）：1923年8月6日 -
- 飯島昌蔵 大佐（陸士13期）：1928年8月10日 - 1928年8月10日
- 山田乙三 少将（陸士14期）：1930年8月1日 - 1931年8月1日
- 蓮沼蕃 少将（陸士15期）：1931年8月1日 - 1933年3月18日
- 稲葉四郎 大佐（陸士18期）：1933年3月18日 - 1933年8月1日

### 教官
- 秋山好古 中尉（旧3期）：1883年3月16日 - 1883年4月9日
- 牧野正臣 中佐（陸士4期）：1908年4月22日 - 1918年4月24日
- 吉橋徳三郎 中佐（陸士2期）：1909年9月25日 -1911年9月6日
- 植野徳太郎 中佐（陸士3期）：1911年12月27日 - 1912年4月25日
- 小島吉蔵 中尉（陸士18期）：1915年7月　日 - 1916年5月
- 閑院宮載仁親王 　　　　：
- 遊佐幸平 大尉（陸士16期）：1917年 -
- 山田乙三 少佐（陸士14期）：1918年6月 -
- 吉田源治郎 中佐（陸士11期）：1918年7月24日 - 1919年4月15日
- 石川亀彦 中佐（陸士12期）：1920年2月25日 - 1921年4月20日
- 小島吉蔵 少佐（陸士18期）：1923年8月  -
- （兼）中島今朝吾 砲兵中佐（陸士15期）：1924年2月8日 - 1925年4月18日（本職：陸軍野戦砲兵学校教官）
- 小島吉蔵 中佐（陸士18期）：1928年3月  - 　（兼騎兵学校教導隊長）
- 土居明夫 大尉（陸士29期）：1928年12月 -
- 大賀茂 中佐（陸士21期）：1931年3月 - 1933年3月
- 大内孜 少佐（陸士26期）：1931年11月 - 1932年2月
- 久納誠一 大佐（陸士18期）：1932年8月8日 - 1933年3月18日
- 笠原幸雄 中佐（陸士22期）：1933年3月18日 - 1934年3月5日（1933年8月1日 大佐）
- 森赳 中佐（陸士28期）：1933年8月11日 - 1935年6月15日
- 西竹一 大尉（陸士36期）：1933年8月 - （ロサンゼルス五輪馬術金メダリスト）
- 和田義雄 大佐（陸士21期）：1936年3月7日 - 1937年8月2日
- 大内孜 中佐（陸士26期）：1937年4月1日 - 1937年8月2日
- 斎藤義次 大佐（陸士24期）：1937年8月2日 - 1938年7月2日
- 専田盛寿 中佐（陸士30期）：1938年5月 - 1939年10月（1939年8月 大佐）
- 小原一明 大佐（陸士26期）：1940年7月8日 - 1941年3月1日
- 親泊朝省 少佐（陸士37期）：1940年 - 1940年8月
- 城戸俊三
- 早瀬秀夫
- 田村久井
- 河野巌
- 三浦七郎（御前馬術優勝者、日本医科大学・東京医科大学・慶應義塾大学馬術倶楽部元指導者）
- 蓮沼蕃（陸士15期）
- 馬場正郎 （陸士24期）
- 竹田宮恒徳王（陸士42期）
- 堀栄三（陸士46期）
- 稲葉四郎（陸士18期）
- 柳川平助（陸士12期）
- 寺田正男（陸士10期）

### 教導隊長
- 寺田正男（陸士10期）（兼教官）
- 小島吉蔵 中佐（陸士18期）：1928年3月　日 -　（兼教官）
- 小島吉蔵 中佐（陸士18期）：1930年8月1日 - 1932年8月8日
- 若松晴司 大佐（陸士17期）：1932年8月8日 - 1934年3月5日
- 佐久間為人 中佐 （陸士22期）：1936年3月7日 - 1937年12月4日（1936年8月1日 大佐）
- 佐伯静夫 大佐（陸士28期）：　1943年8月　日 - 1944年7月6日
- 教導隊中隊長：小島吉蔵 大尉（陸士18期）

### 学校 附
- 石本寅三（陸士23期）
- 内藤正一 大佐（陸士18期）：1930年8月1日 -1930年12月2日
- 吉橋健児 中尉（陸士37期）
- 鮫島宗隆 大尉（陸士31期）
- 片桐茂 少将（陸士25期）：1939年8月1日 - 1939年9月12日
- 秋山久三 大佐 （陸士25期）：1943年6月10日 - 1944年12月22日

### 材料廠長
- 河野直 少佐： - 終戦

### 著名な卒業生
- 三笠宮崇仁親王（陸士48期）

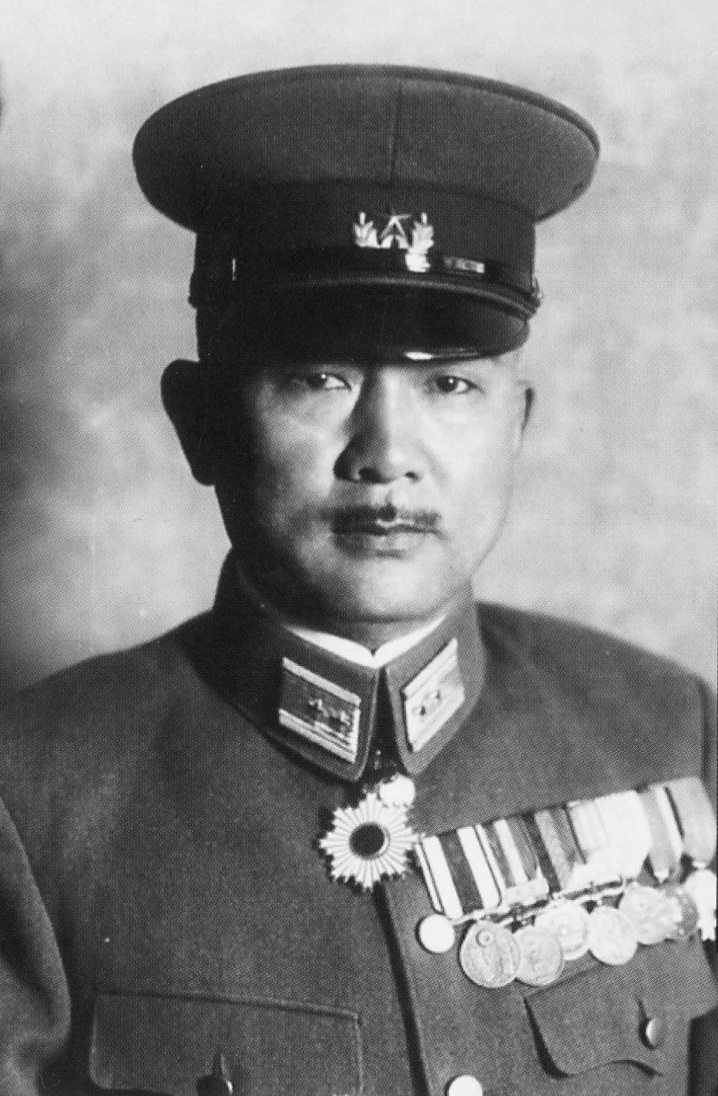
栗林忠道

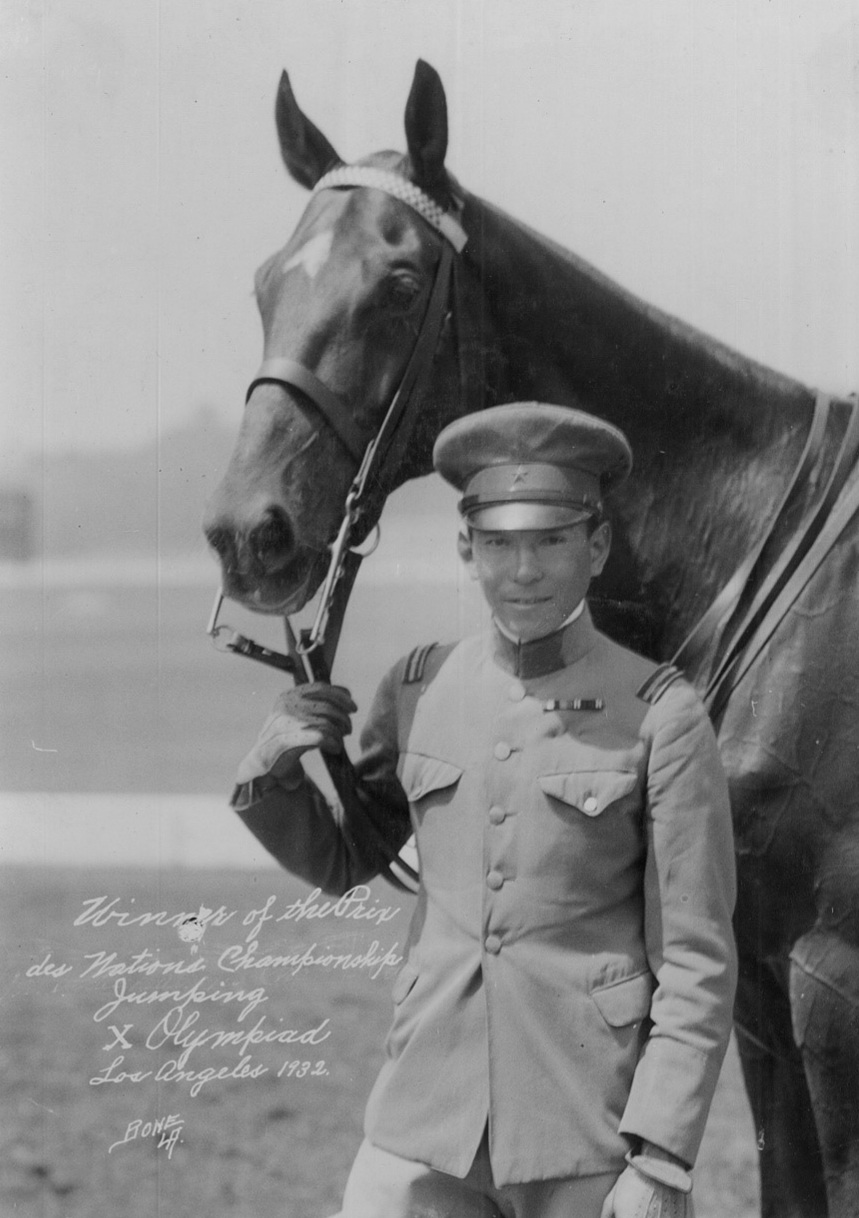
西竹一とウラヌス号

  - 船橋市立郷土資料館には地域の住民が三笠宮から下賜されたオルゴールが展示されている。
- 閑院宮載仁親王
- 西竹一 （陸士36期）（ロサンゼルス五輪馬術代表、金メダリスト）
- 城戸俊三（アムステルダム五輪・ロサンゼルス五輪馬術代表）
- 遊佐幸平 （陸士16期）（アムステルダム五輪からヘルシンキ五輪の馬術代表）
- 吉田重友（アムステルダム五輪・ロサンゼルス五輪馬術代表）
- 岡田小七（アムステルダム五輪馬術代表）
- 今村安（ロサンゼルス五輪馬術代表）
- 山本盛重（ロサンゼルス五輪馬術代表）
- 奈良太郎（ロサンゼルス五輪馬術代表）
- 金光瑞 - 朝鮮人独立運動家。朝鮮半島の救国の英雄「白馬に乗ったキム・イルソン将軍」伝説のモデルの一人。
- 蔣介石 - 後に中華民国総統。
- 栗林忠道（陸士26期）
- 綾部橘樹（陸士27期）
- 安田伊左衛門 - 後に日本競馬会→日本中央競馬会理事長。
- 坂田祐
- 樋笠一夫 - 戦後、プロ野球広島と巨人でプレー。巨人時代に史上初の代打逆転サヨナラ満塁本塁打（釣り銭なし）を放った。
- 河野巌（ノモンハン事件で戦死）
- 古賀伝太郎（陸士15期）（軍楽「噫!古賀連隊」の元の人物）

## 学校が開発した車両
- 九二式重装甲車